# Gmina Jasenovac
Gmina Jasenovac (chorw. Općina Jasenovac) – gmina w Chorwacji, w żupanii sisacko-moslawińskiej. W 2011 roku liczyła  1997 mieszkańców.